# Podnoszenie ciężarów na Letnich Igrzyskach Olimpijskich 2004 – waga superciężka kobiet
Rywalizacja w wadze ponad 75 kg kobiet w podnoszeniu ciężarów na Letnich Igrzyskach Olimpijskich 2004 odbyła się 21 sierpnia w Hali Olimpijskiej Nikea. W rywalizacji wystartowało 12 zawodniczek z 11 krajów. Tytułu sprzed czterech lat nie obroniła Chinka Ding Meiyuan, która tym razem nie startowała. Nową mistrzynią olimpijską została jej rodaczka - Tang Gonghong, srebrny medal wywalczyła Jang Mi-ran z Korei Południowej, a trzecie miejsce zajęła Polka Agata Wróbel.

## Wyniki
| Pozycja | Zawodnik                | Reprezentacja     | Grupa | Waga   | Rwanie | Rwanie | Rwanie | Podrzut | Podrzut | Podrzut | Wynik |
| Pozycja | Zawodnik                | Reprezentacja     | Grupa | Waga   | 1      | 2      | 3      | 1       | 2       | 3       | Wynik |
| ------- | ----------------------- | ----------------- | ----- | ------ | ------ | ------ | ------ | ------- | ------- | ------- | ----- |
| 1. !    | Tang Gonghong           | Chiny             | A     | 119,52 | 122,5  | 122,5  | 127,5  | 172,5   | 172,5   | 182,5   | 305,0 |
| 2. !    | Jang Mi-ran             | Korea Południowa  | A     | 113,34 | 125,0  | 130,0  | 132,5  | 165,0   | 170,0   | 172,5   | 302,5 |
| 3. !    | Agata Wróbel            | Polska            | A     | 124,68 | 125,0  | 130,0  | 132,5  | 160,0   | 167,5   | 170,0   | 290,0 |
| 4       | Viktória Varga          | Węgry             | A     | 93,69  | 125,0  | 127,5  | 130,0  | 152,5   | 155,0   | 162,5   | 282,5 |
| 5       | Wiktorija Szaimardanowa | Ukraina           | A     | 88,14  | 122,5  | 127,5  | 130,0  | 150,0   | 150,0   | 150,0   | 280,0 |
| 6       | Cheryl Haworth          | Stany Zjednoczone | A     | 131,95 | 125,0  | —      | —      | 150,0   | 152,5   | 155,0   | 280,0 |
| 7       | Olha Korobka            | Ukraina           | A     | 156,19 | 125,0  | 125,0  | 130,0  | 155,0   | 160,0   | 167,5   | 280,0 |
| 8       | Vasiliki Kasapi         | Grecja            | A     | 120,57 | 120,0  | 125,0  | 125,0  | 145,0   | 150,0   | 152,5   | 277,5 |
| 9       | Carmenza Delgado        | Kolumbia          | A     | 94,37  | 120,0  | 120,0  | 120,0  | 145,0   | 150,0   | 150,0   | 270,0 |
| 10      | Manuela Rejas           | Peru              | A     | 108,52 | 90,0   | 92,5   | 95,0   | 122,5   | 125,0   | 125,0   | 220,0 |
| 11      | Reanna Solomon          | Nauru             | A     | 136,85 | 90,0   | 95,0   | 95,0   | 122,5   | 122,5   | 125,0   | 220,0 |
| 12      | Ivy Shaw                | Fidżi             | A     | 83,70  | 80,0   | 85,0   | 90,0   | 100,0   | 100,0   | 110,0   | 185,0 |